# کیسارازو، چیبا
کیسارازو، چیبا از شهرهای استان چیبا ژاپن است که جمعیت آن در ۱ ژانویه ۲۰۰۸۱۲۳٬۷۴۳ نفر بوده‌است.

## نگارخانه

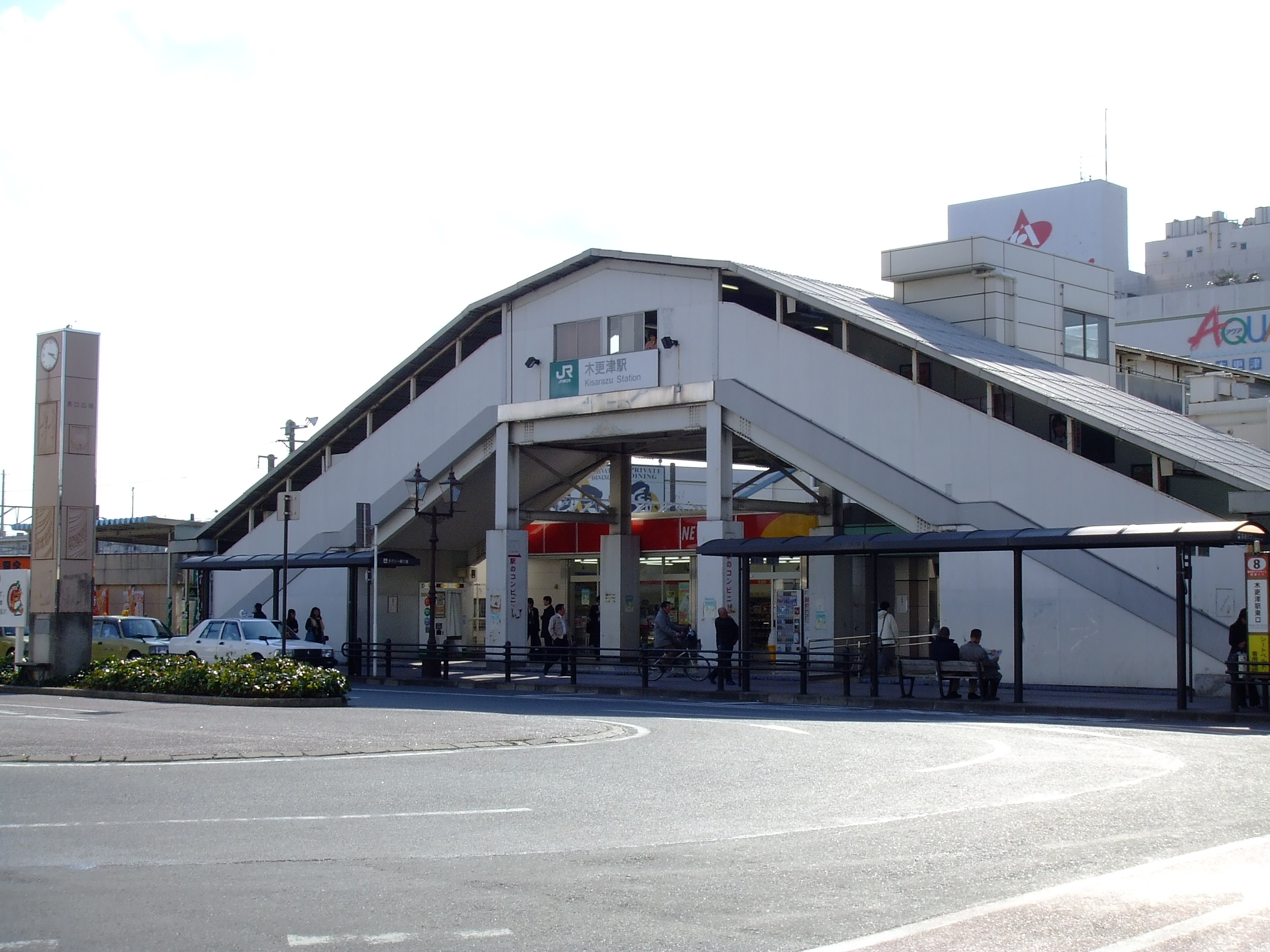
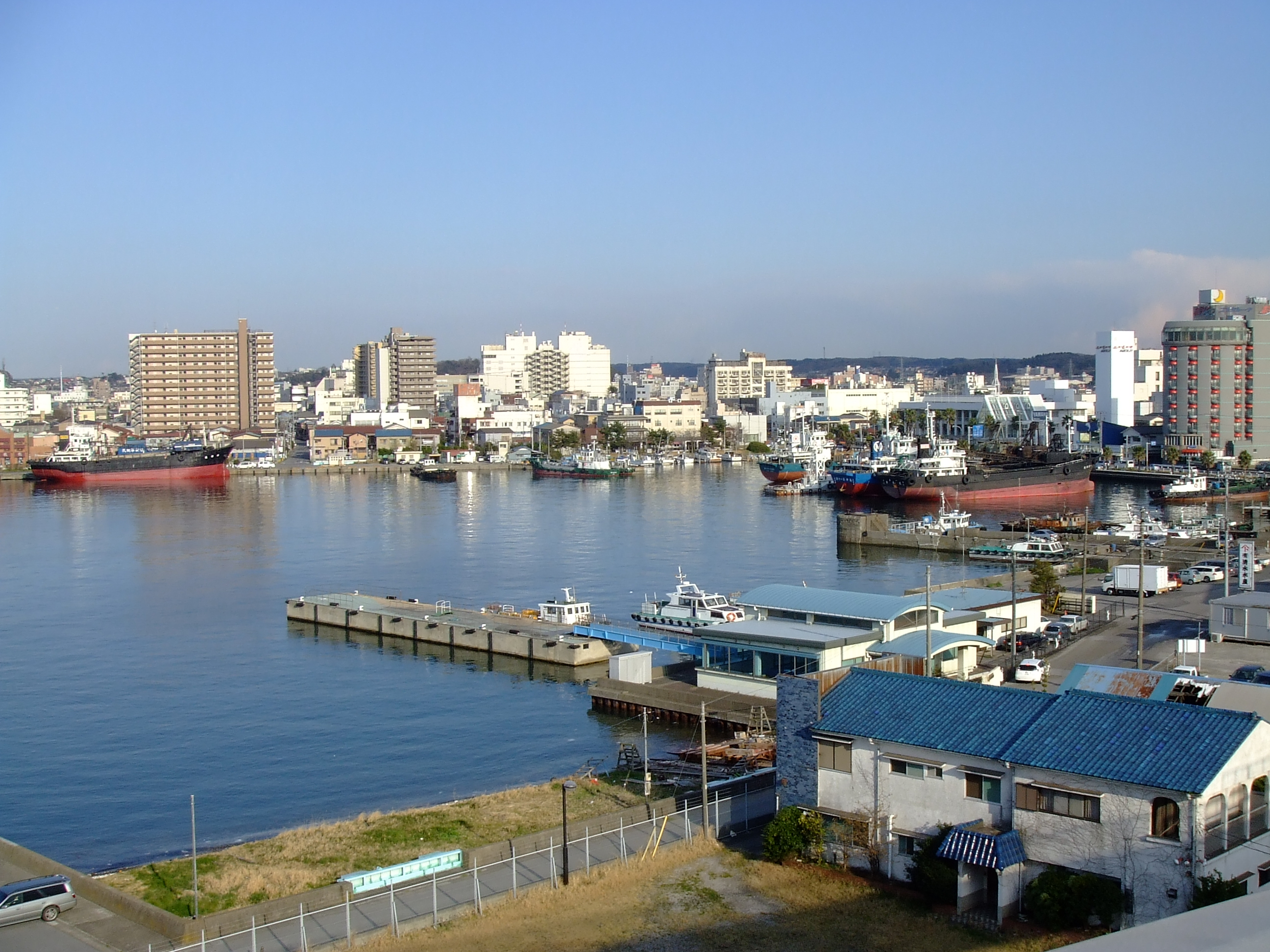
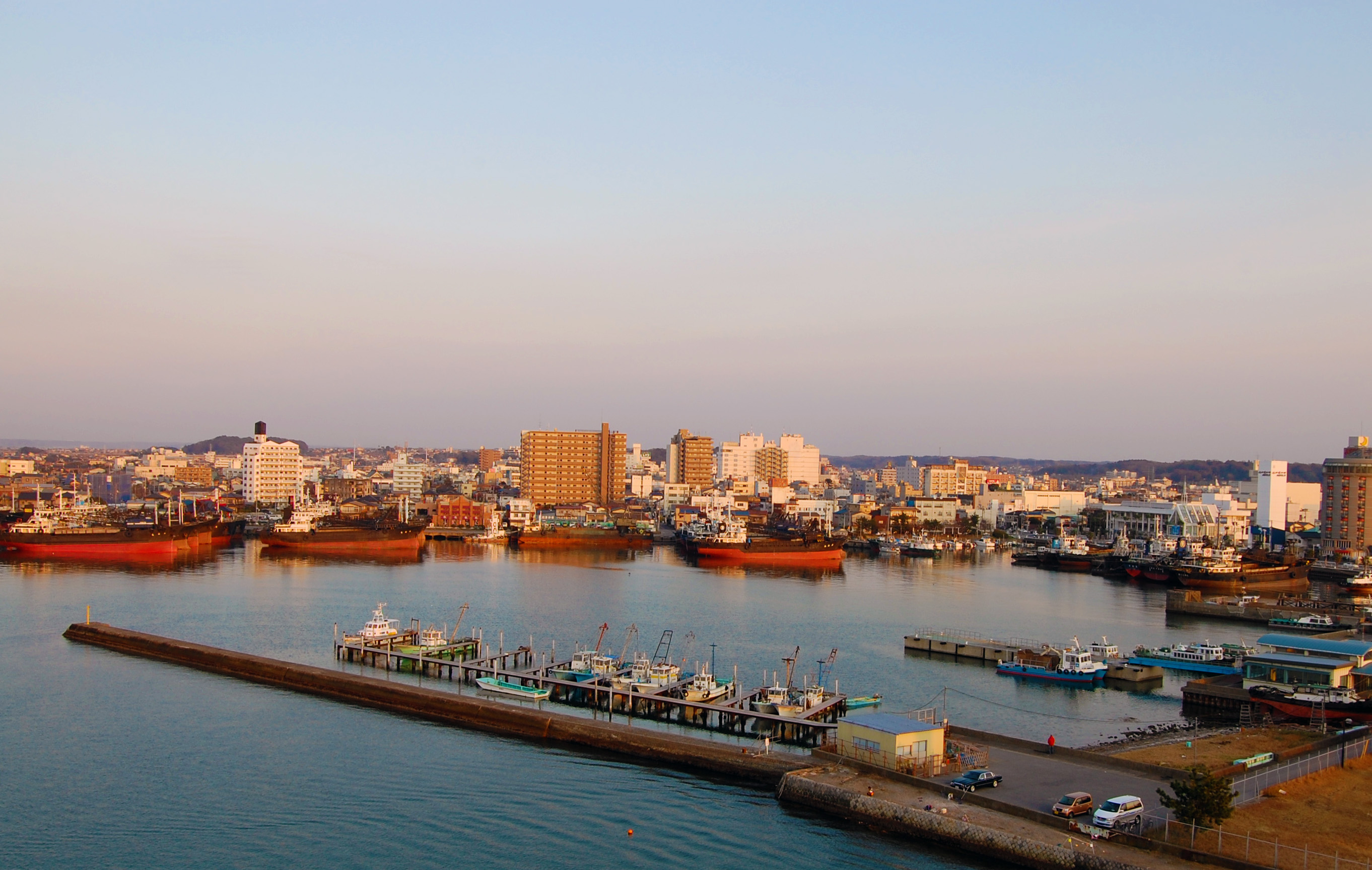
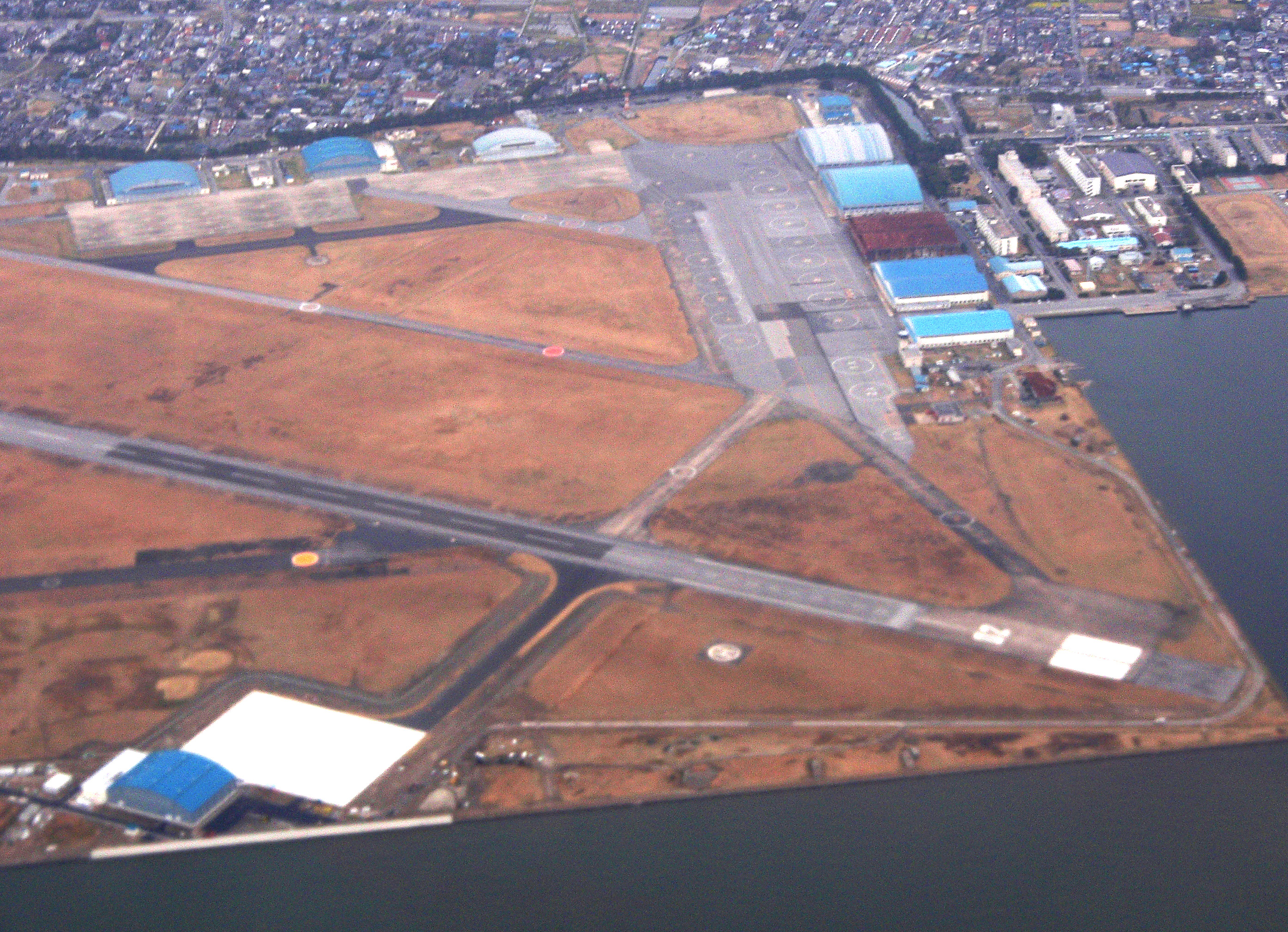
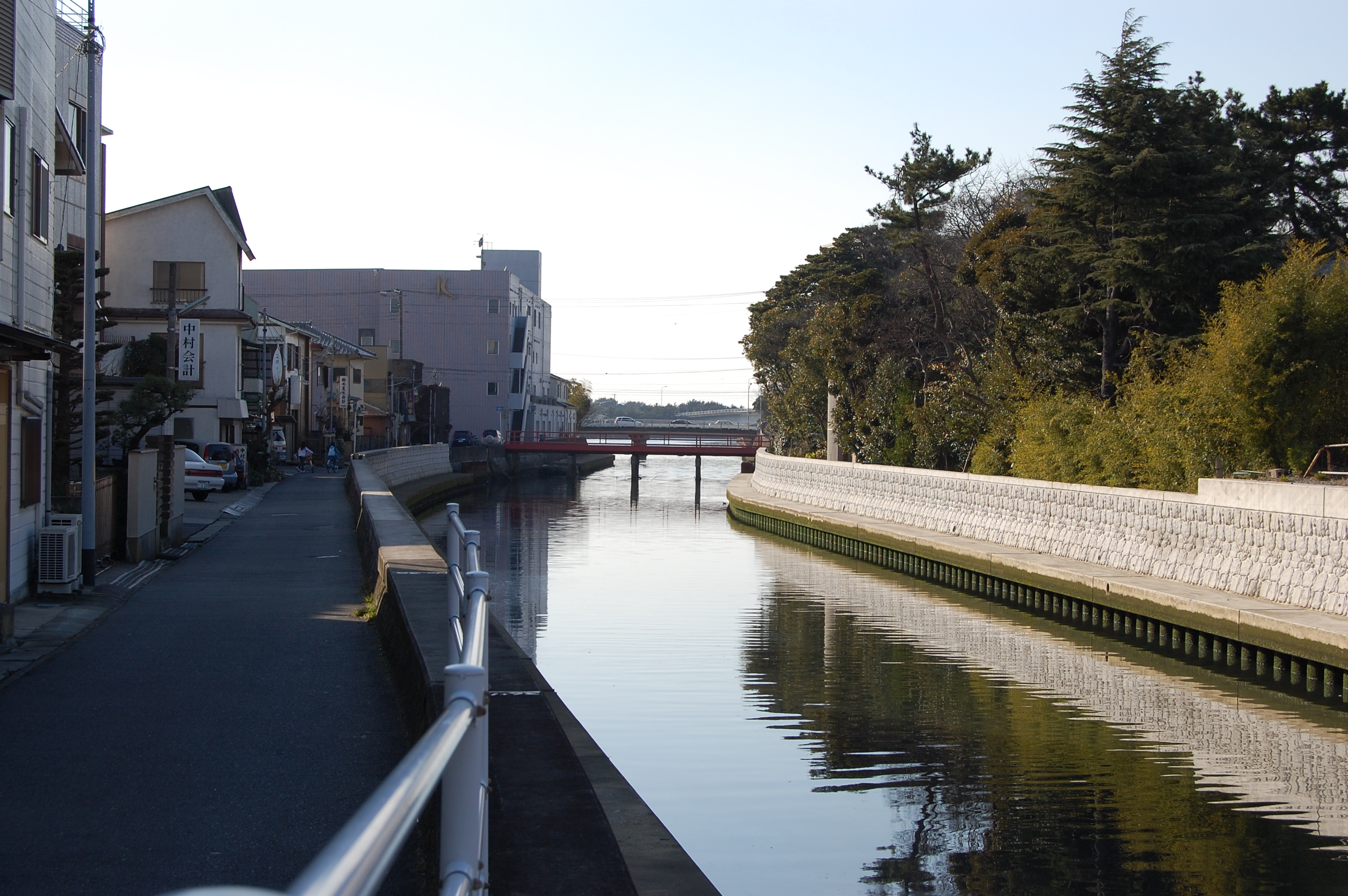
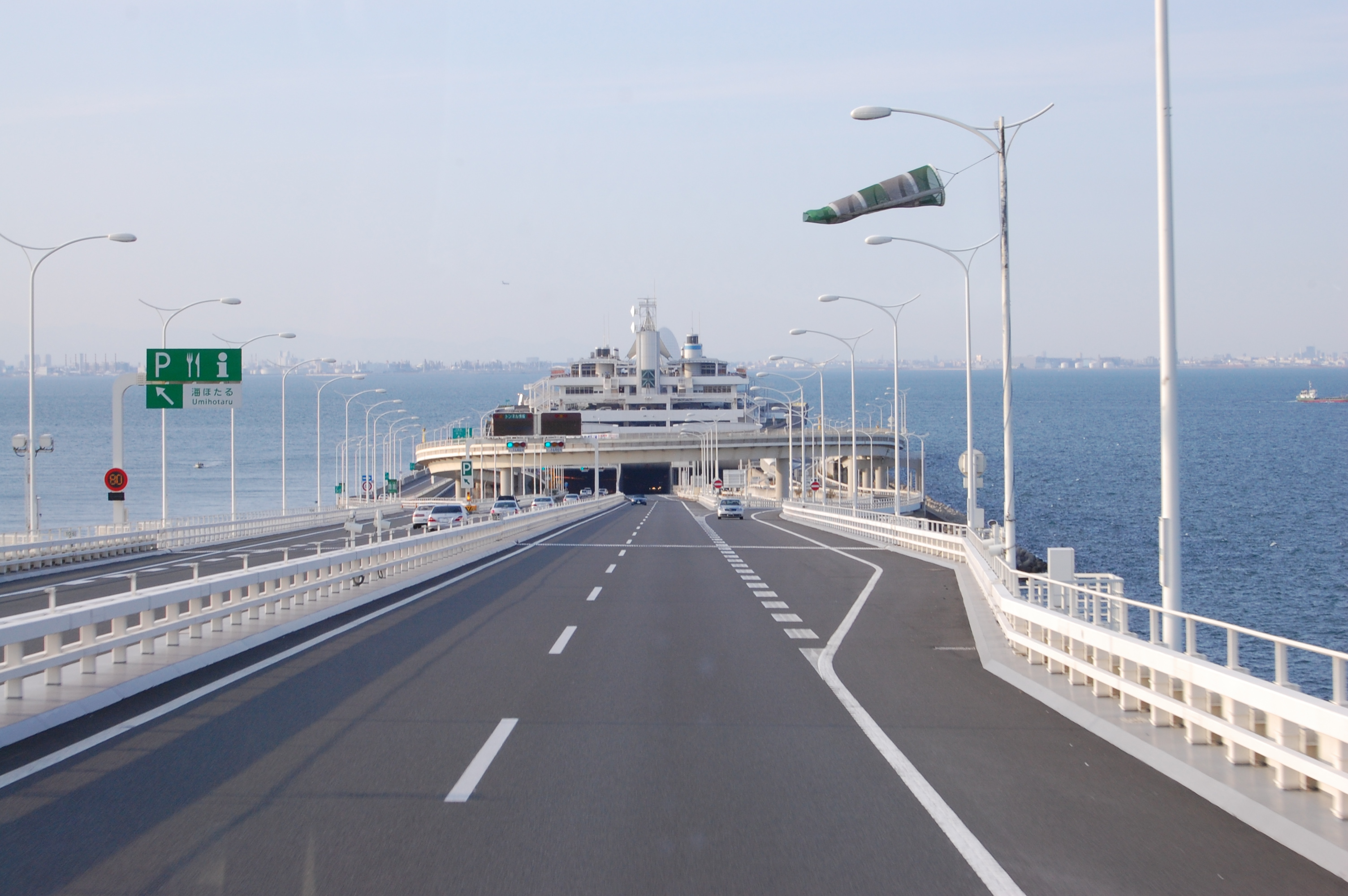
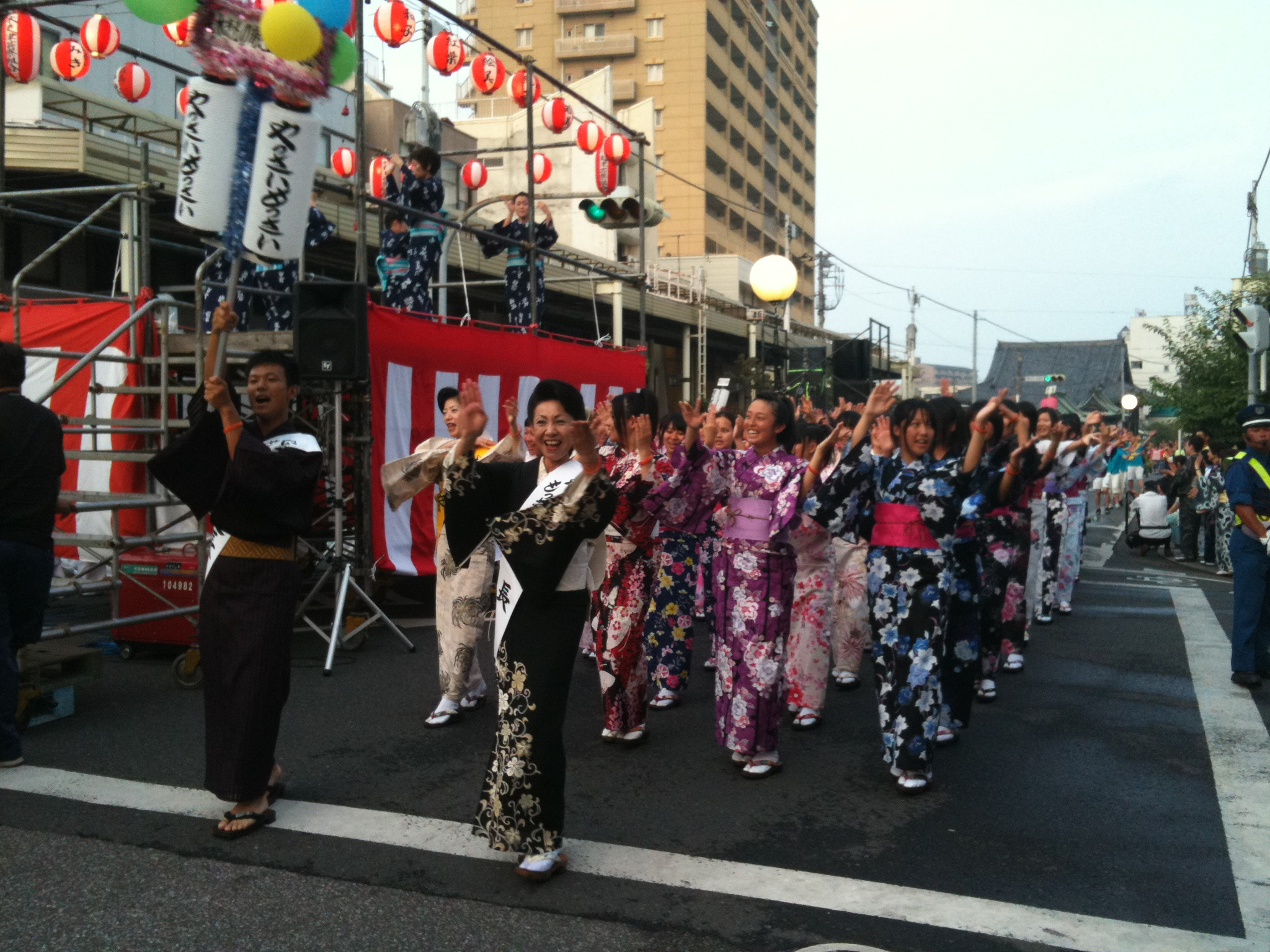